# Вільяфранка-дель-Б'єрсо
Вільяфранка-дель-Б'єрсо (ісп. Villafranca del Bierzo) — муніципалітет в Іспанії, у складі автономної спільноти Кастилія-і-Леон, у провінції Леон. Населення — 3516 осіб (2010).
Муніципалітет розташований на відстані близько 360 км на північний захід від Мадрида, 100 км на захід від Леона.
На території муніципалітету розташовані такі населені пункти: (дані про населення за 2010 рік)
- Кампо-дель-Агуа: 42 особи
- Села: 34 особи
- Ландойро: 12 осіб
- Парадасека: 79 осіб
- Парадінья: 25 осіб
- Побладура-де-Сомоса: 33 особи
- Поркарісас: 22 особи
- Прадо-де-Парадіньяс: 29 осіб
- Пуенте-де-Рей: 32 особи
- Техейра: 100 осіб
- Вальтуїльє-де-Абахо: 139 осіб
- Вальтуїльє-де-Арріба: 148 осіб
- Вегельїна: 30 осіб
- Вілела: 280 осіб
- Вільяфранка-дель-Б'єрсо: 2449 осіб
- Вільяр-де-Асеро: 62 особи

## Демографія
Динаміка населення (INE ):

## Галерея зображень

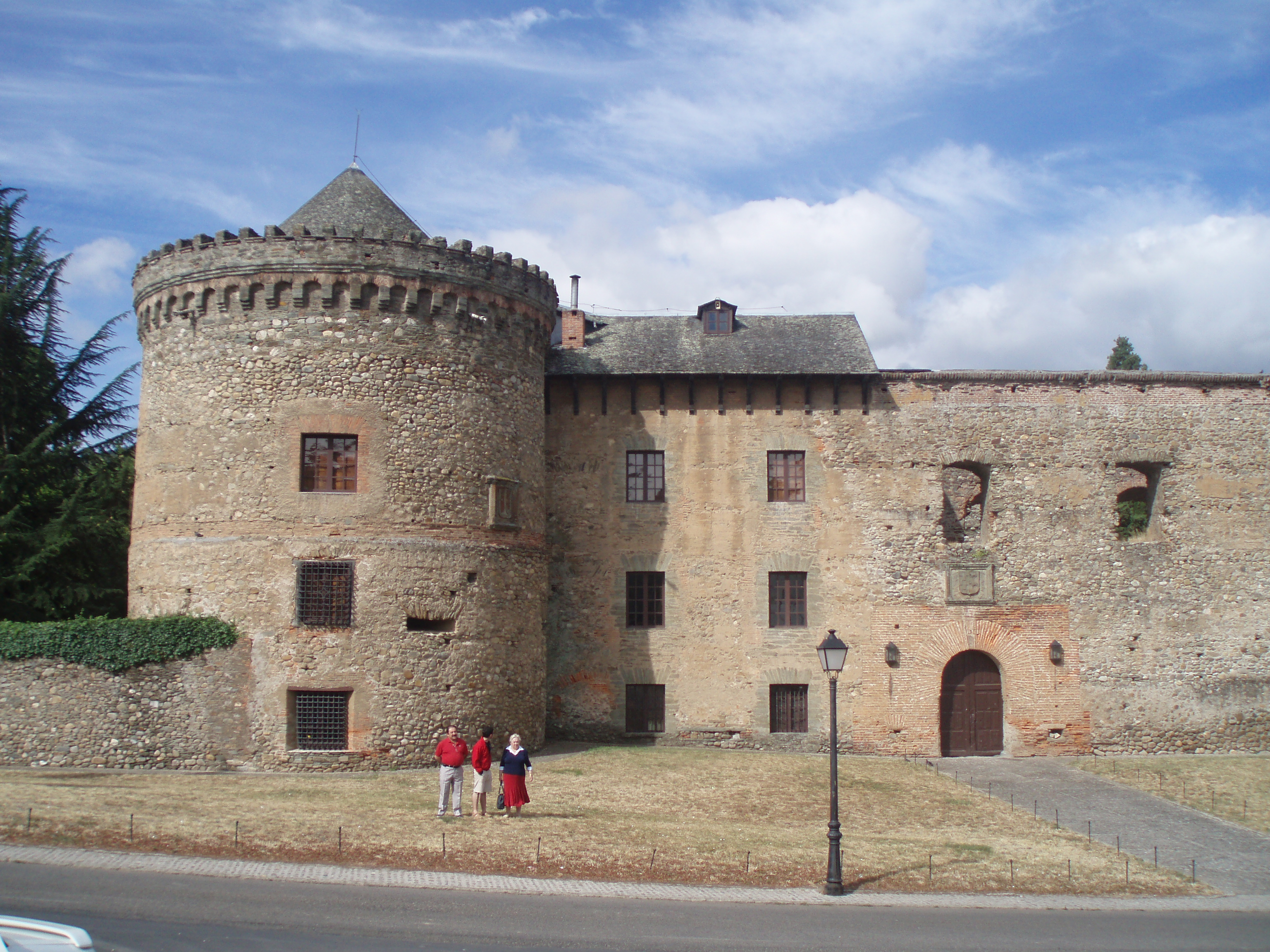
Замок у Вільяфранка-дель-Б'єрсо